# The (Mixtape) Odyssey
Albums de Sean Paul
Imperial Blaze
(2009) Tomahawk Technique
(2012)
The (Mixtape) Odyssey est la 2e Mixtape de l'artiste jamaïcain de dancehall Sean Paul (la première n'ayant pas été commercialisée), sortie sous le label Atlantic Records une filiale de Warner Music Group le 1er octobre 2011.

## Liste des pistes[1]
| No  | Titre                                                     | Réalisateur(s) | Durée |
| --- | --------------------------------------------------------- | -------------- | ----- |
| 1.  | Odyssey Intro                                             |                |       |
| 2.  | Buy You A Round (Featuring Chino)                         |                |       |
| 3.  | We Party                                                  |                |       |
| 4.  | Eazy Breeze (Featuring Farenheit)                         |                |       |
| 5.  | Ganja Fi Free                                             |                |       |
| 6.  | Red In Dem Eyes                                           |                |       |
| 7.  | Bring It On                                               |                |       |
| 8.  | Forever                                                   |                |       |
| 9.  | Serious (Featuring Busy Signal, Busta Rhymes)             |                |       |
| 10. | Do You Remember (Jay Sean et Lil Jon Featuring Sean Paul) |                |       |
| 11. | Porno Tape                                                |                |       |
| 12. | Watz It Gonna Be (Featuring Farenheit)                    |                |       |
| 13. | Run This Down (I'm Dangerous)                             |                |       |
| 14. | Blazin                                                    |                |       |
| 15. | Down Di Lown                                              |                |       |
| 16. | Baby Girl                                                 |                |       |
| 17. | Just Like Dat (Featuring Wayne Marshall)                  |                |       |
| 18. | Brown Skin Girl (Chris Brown Featuring Sean Paul)         |                |       |
| 19. | Follow Me (Sean Kingston Featuring Sean Paul)             |                |       |